# Le Feul
Le Feul est une série de bandes dessinées scénarisée par Jean-Charles Gaudin, illustrée par Frédéric Peynet et éditée par Soleil Productions.
La série comporte 3 tomes :
- Tome 1 : Valnes (2005)[1] ;
- Tome 2 : Les Brohms (2007)[2] ;
- Tome 3 : L'héritage (2009)[3].

## Synopsis
Le feul est une maladie inconnue qui décime toutes les civilisations. Deux civilisations, les Oldis et les Bourouwns, vont s'unir pour tenter de découvrir l'origine de cette maladie. Jusqu'à maintenant ennemis, ils vont devoir respecter les habitudes, croyances et mœurs de l'autre. Un long et difficile périple va alors commencer.
Le Feul est une série originale pour tout âge présentant une aventure extravagante et captivante[réf. nécessaire].